# Николаос Скуфас
Николаос Скуфас (Νικόλαος Σκουφάς; 1779—31. јул 1818) је био један од оснивача "Друштва пријатеља" (Филики Хетерије), грчке тајне револуционарне организације против Османског царства.

## Биографија
Скуфас је рођен 1779. године у селу Компоти код Арте. Презиме његовог оца било је Кумпарос. Радио је као апотекар, секретар и шеширџија. Путовао је по Русији као трговац. Тамо је упознао Атанасија Цакалова и Емануила Ксантоса. Њих тројица дошли су на идеју о оснивању тајне организације која би припремала терен за независност Грчке. Организација је настала 1814. године, уочи Бечког конгреса, у Одеси. Скуфас јој је посветио остатак свог живота. Путовао је у Москву како би тамо ширио идеје Хетерије, али није наишао на одобравање. Скуфас, Ксантос и Цакалов су се 1818. године преселили у Цариград и тамо наставили рад. Скуфас се разболео и јула исте године умро.